# Ner Tamid (communauté)
Pour l’article homonyme, voir Ner Tamid.
Ner Tamid (en hébreu Lampe éternelle) est le nom d'une communauté juive fondée à La Corogne en Galice durant l'été 2007 et reconnue en février 2008. C'est la première communauté juive dans cette région depuis le décret de l'Alhambra des rois catholiques qui expulsait les juifs de tous les territoires sous leur domination. 
La communauté s'est constituée à partir d'un groupe informel qui se réunit à La Corogne pour étudier et commenter la Torah, et célébrer les fêtes juives. Ner Tamid s'inscrit dans le courant du judaïsme libéral.